# 求浄庵
求浄庵（ぐじょうあん）は、岐阜県大垣市杭瀬川町にある寺院で、山号は紫雲山。金戒光明寺末の浄土宗寺院で、西美濃三十三霊場22番札所である。
戦国時代の天文2年（1533年）、土岐氏の家臣であった大垣領主・宮川安定が、祖母の清浄庵心照が彫刻した観世音菩薩像を本尊として、帰依していた学全法師を招いて開いた。
天正4年（1576年）に寺は火災のため灰燼に帰したが、宮川氏に代わって城主となった氏家卜全の発願により、天正7年（1569年）に復興された。しかし、天正12年（1584年）に今度は大風により倒壊し、再興の目途も立たなかったために本尊や什器は庄屋の下で保管されることとなった。年月を経るうちに寺ゆかりの品々は失われてたが、文政7年（1824年）に河毛儀左衛門が再興を志して本尊を得て堂宇を整え、その娘を尼僧として住まわせた。
その後、尼寺として地域の信仰を集めていたが、2017年現在は無住となり、近隣の住民により護持されている。
本尊の如意輪観音像は文化9年（1812年）に杭瀬川に流れ着いた首に体躯を補ったものとされ、首から上の病に験を示すと伝わる。境内には地蔵菩薩や聖観音像が立っている。また、樹齢170年を超える銀杏の大木があり、大垣市の特別保護樹に指定されている。

## 関連資料
- 大垣市 『大垣市史』p169-p170 大垣市 1930年2月15日発行